# Faculdades Associadas de Uberaba

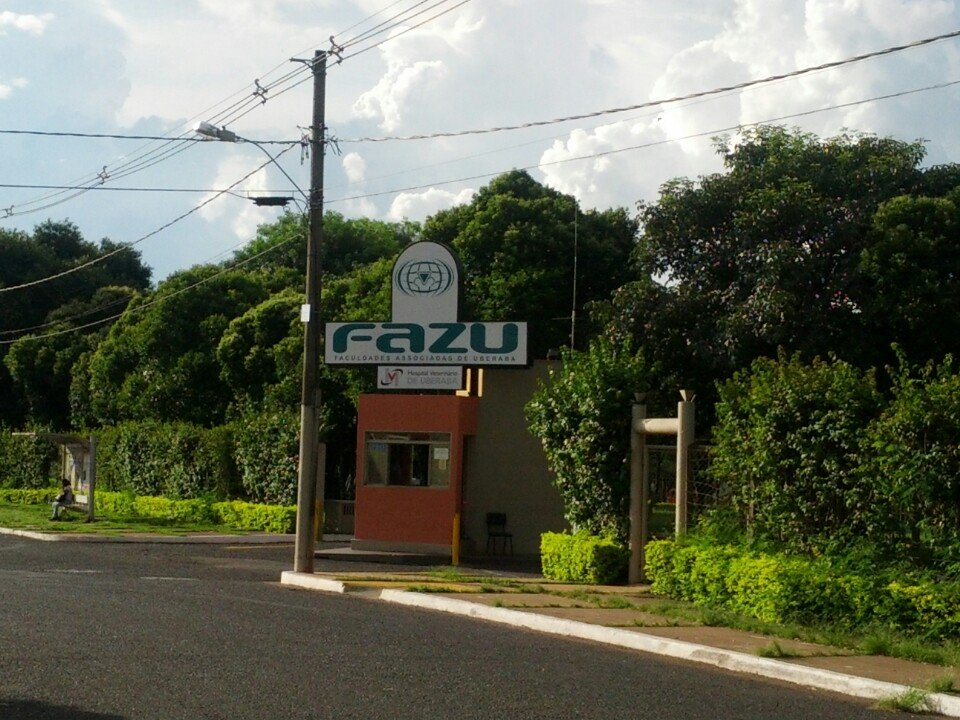
Localização no Bairro Tutunas

A FAZU - Faculdades Associadas de Uberaba é uma instituição de ensino superior privada, fundada em 8 de agosto de 1975, localizada na cidade de Uberaba, em Minas Gerais.
Possui como mantenedora a FUNDAGRI - Fundação Educacional para o Desenvolvimento das Ciências Agrárias.

## História
A história da FAZU começa em 1973, quando a ABCZ - Associação Brasileira dos Criadores de Zebu - percebeu a necessidade de formação de profissionais especializados em zebutecnia, e instituiu a Fundação Educacional para o Desenvolvimento das Ciências Agrárias – FUNDAGRI, entidade sem fins lucrativos, destinada a criar e manter cursos superiores no setor das ciências agrárias. Em 1975, a FUNDAGRI criou a Faculdade de Zootecnia de Uberaba - FAZU.
Evolução institucional na oferta de cursos de graduação:
- 1975 – Curso de Zootecnia – Faculdade de Zootecnia de Uberaba - FAZU
- 1989 – Curso de Agronomia – a faculdade passou a denominar-se Faculdade de Agronomia e Zootecnia de Uberaba – FAZU
- 1997 – Convênio entre a Universidade de Uberaba – UNIUBE, ABCZ, FUNDAGRI e FAZU, criou o curso de Medicina Veterinária
- 2000 – Curso de Engenharia de Alimentos
- 2001 – Cursos  de Licenciatura em Português/Inglês ou Português/Espanhol e  Curso de Secretariado Executivo Bilíngue
- 2002 – Curso de Licenciatura em Computação - a faculdade passa a ser denominada FACULDADES ASSOCIADAS DE UBERABA - FAZU.
- 2004/5 – A FAZU é credenciada para oferta de cursos de Pós-graduação lato sensu na modalidade a distância conforme Portaria nº. 2787 de 17/08/2005, publicada no DOU de 18/8/2005. O pedido de recredenciamento encontra-se tramitando na SEED com o Processo nº. 20080002227 de 11/12/2008.
- 2006 – Curso de Sistemas de Informação
- 2009 – A FAZU foi submetida a Avaliação Externa das Instituições de Educação Superior, realizada pelo Ministério da Educação – MEC, obtendo o conceito 4, em uma escala de 0 a 5.

Atividades de Extensão como Projeto Porteira Adentro, Dias de Campo, Clínicas Tecnológicas, Jornada Científica, Contação de Histórias, Congressos, Simpósios, Seminários, Workshops, Encontro com Escritores, Atividades de Iniciação Científica e/ou Pesquisa e Cursos de Aperfeiçoamento, Atualização e Pós-Graduação são desenvolvidos pela FAZU, visando proporcionar ao futuro profissional um conhecimento amplo, dinâmico e atual.
A infraestrutura do Campus da FAZU ocupa uma área de 186 hectares e permite a participação dos universitários em atividades teóricas e práticas, aliando as ações referentes ao ensino, pesquisa e extensão e favorecendo o cumprimento da missão institucional da FAZU.

## Missão
Propiciar a educação para o desenvolvimento humano, tecnológico, científico e cultural, qualificando profissionais comprometidos com o bem-estar da sociedade.

## Formas de Ingresso

### Vestibular
Acontece semestralmente para todos os cursos, em uma única etapa que será qualificatória e classificatória.

### Vestibular Agendado
É realizado semestralmente, onde a Faculdade oferece a opção de escolher a melhor data e horário para que o candidato realize a prova, valendo para todos os curso de Graduação oferecidos pela Faculdade, ministrados no Campus da FAZU. A prova é realizada na própria instituição.

### Portador de Curso Superior
O aluno que já concluiu um curso de graduação (licenciatura / bacharelado / tecnológico) poderá fazer sua matrícula no curso desejado, de acordo com as vagas remanescentes, recebendo um desconto variável de acordo com cada curso no valor da mensalidade integral a ser paga.

### PROUNI
Se aprovado no processo seletivo, o estudante que tiver cursado todo o ensino médio em escola pública ou em Escola particular desde que tenha sido com bolsa, e participado do último Exame Nacional do Ensino Médio (ENEM) e obtido a nota mínima de 45 pontos estabelecida pelo MEC, poderá receber bolsas de estudos integrais e parciais na Instituição.

### Transferência
Válida para todos os processos seletivos e de acordo com as vagas remanescentes.

## Cursos

### Graduação
- Agronomia
- Zootecnia
- Agronegócio

## Ligações Externas
- Página oficial da FAZU
- Associação Brasileira dos Criadores de Zebu - ABCZ
- Associação Comercial Industrial e Serviços de Uberaba
- Programa de Estágio - PROEMPE